# Bely (eiland)
Bely (Russisch: Белый остров; Bely ostrov; "het witte eiland") is een Russisch eiland in het zuiden van de Karazee, ten noorden van het schiereiland Jamal, in het noordwesten van Siberië. Het behoort bestuurlijk gezien tot het district Jamalski in het noorden van de autonome okroeg Jamalië van de oblast Tjoemen.
Omdat de Noordoostelijke Doorvaart (Noordelijke Zeeroute) langs het eiland voert, is er een rij aan betonningen aangebracht rond het eiland, alsook automatische radiobakens en landingsbakens. Er bevindt zich ook een poolstation.

## Geografie
Het eiland meet circa 50 bij 50 kilometer en heeft een oppervlakte van 1.810 km². Het wordt gescheiden van het schiereiland Jamal door de Straat Malygina, die 8 tot 10 kilometer breed is en het grootste deel van het jaar is bevroren. Het eiland vormt een vlakte die geleidelijk afloopt naar het zuiden. De hoogte van het eiland overstijgt de 24 meter niet. Het eiland telt vele meren en riviertjes. Thermokarstinsnijdingen zijn wijdverbreid. De bodem bestaat uit klein, leem en zand met permafrost op een diepte van 50 tot 60 centimeter. Bely is bedekt met toendragrassen en mossen en vele moerassen met her en der wat dwergwilgen.
De kustlijn verloopt grotendeels geleidelijk; diepe bochten snijden zich alleen in aan zuidwestzijde (Pachabocht) en oostzijde (Njabipachabocht – ook 'Pachabocht' genoemd). Voor de kust van Bely ligt een aantal kleinere eilandjes, met name aan oostzijde en zuidoostzijde. Het grootste is Bezymjanny ("naamloos") in de Njabipachabocht, dat een lengte heeft van 10 kilometer. Op ongeveer 20 kilometer ten zuidzuidoosten van het eiland liggen de eilanden Tabango en Tjoebtsjango.
De luchttemperatuur varieert in de zomer van –0,3 tot 1,9°C in mei en september tot 4,1 tot 5,3°C graden in juli en augustus. De wind komt meestal uit het noordoosten en de neerslag bedraagt dan 20 tot 30 mm.

## Geschiedenis
Vlak voor de Tweede Wereldoorlog deden Duitse wetenschappers het eiland (net als Vilkitski) aan onder het mom van wetenschappelijk (meteorologisch) onderzoek, als voorbereiding op Operatie Wunderland. De overblijfselen hiervan bevinden zich nog op het eiland. In de nacht van 12 op 13 augustus 1944 werden het Russische stoomschip Marina Raskova en de mijnenvegers T-114 en T-118 van het konvooi BD-5 door de Duitse U-boot U 365 getorpedeerd op circa 60 mijl van het eiland, waarbij 373 van de 632 mensen aan boord (waaronder de meeste vrouwen en kinderen) omkwamen. Twintig zeelieden van de T-114 werden begraven in een massagraf op het eiland.
In de Sovjetperiode waren militairen op het eiland gelegerd, maar deze werden teruggehaald in de jaren 1990.

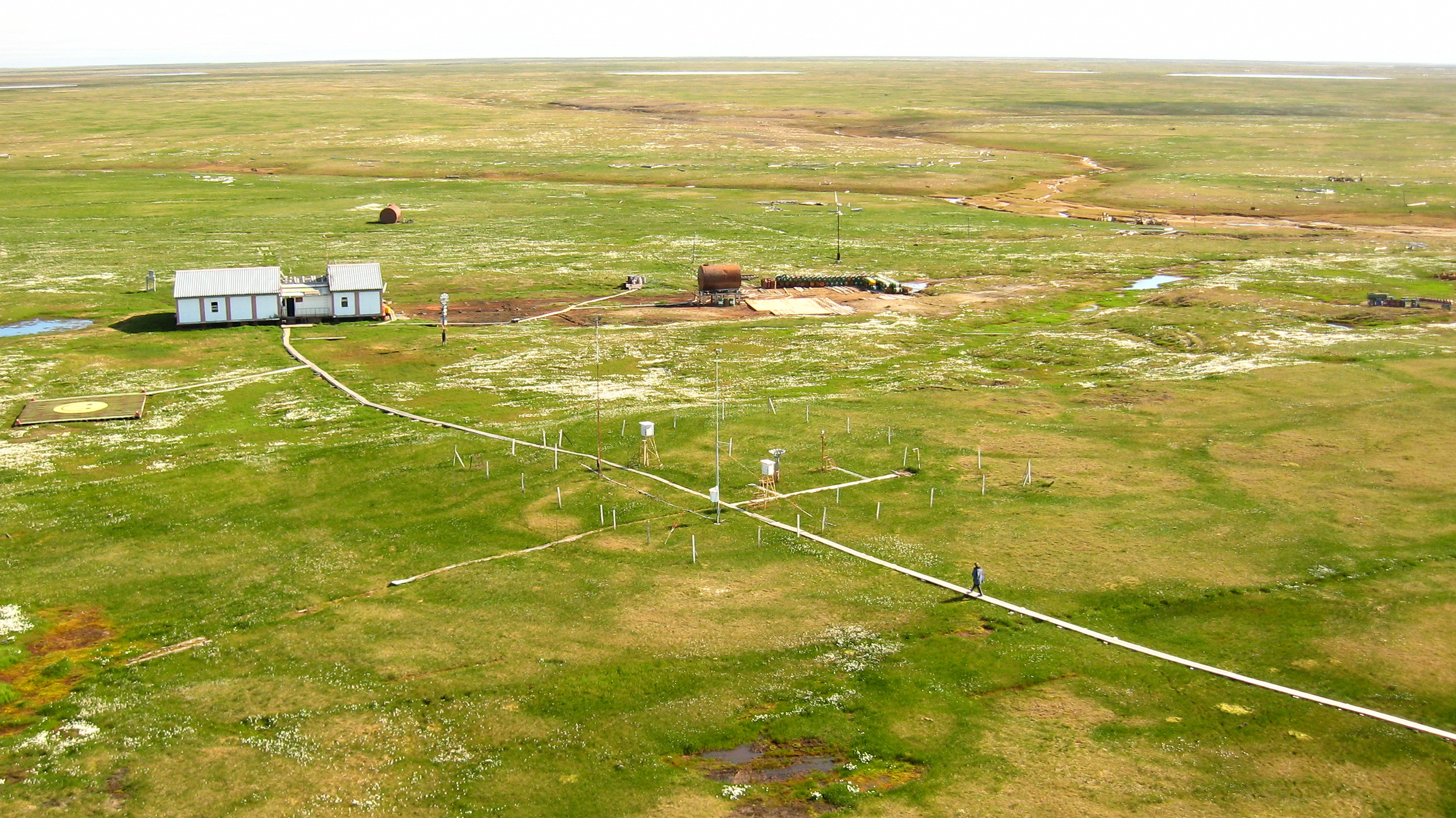
Poolstation Popov

## Poolstation
Op ongeveer 800 meter uit de noordwestkust van het eiland, aan de zeeinham (protok) Rogozin bevindt zich het poolstation Popov (73° 20′ 1″ NB, 70° 3′ 46″ OL), een van de vijf weerstations in de Karazee. Het werd opgericht in november 1933 in het kader van een bouwprogramma voor de Noordelijke Zeeroute. In februari 1972 werd het vernoemd naar Michail Popov, het hoofd van het meteorologisch centrum van Amderma. Het poolstation vormde ooit een van de grootste van de Karazee. Er werden naast meteorologische, kust- en aerologische metingen uitgevoerd en testen gedaan met sondeerraketten (gestopt na een brand in het raketlanceercomplex). Het platform werd over de in de jaren 1950 en in 1966 verplaatst vanwege verwoestingen aan de noordwestelijke Rogozinbocht door stormen. In 1973 werd het weerstation van het poolstation 180 meter naar het noordoosten verplaatst. Met de val van de Sovjet-Unie verdwenen ook de gelden voor het onderzoek. In 2001 werden de aerologische metingen gestopt na een brand, waarbij ook het radiozendstation en de dieselgenerator werden verwoest. De overgebleven drie onderzoekers werden teruggehaald en later vervangen door een nieuwe lichting onderzoekers, nadat nieuwe apparatuur was geleverd met geld van twee bedrijven. Er wordt alleen nog meteorologisch en kustonderzoek uitgevoerd.
Het poolstation bestaat momenteel uit een paar barakken, een schuur en een platform voor meteorologische experimenten. Het wordt van tijd tot tijd bedreigd door ijsberen, die in de buurt rondscharrelen. Voedselvoorraden en brandstof (voor de dieselgenerator) worden eenmaal per jaar geleverd per boot of helikopter.